# 陸前矢作駅
陸前矢作駅（りくぜんやはぎえき）は、岩手県陸前高田市矢作町字打越（うちごし）にある、東日本旅客鉄道（JR東日本）大船渡線BRT（バス高速輸送システム）のバス停留所である。元々は同社の大船渡線の鉄道駅であった。
鉄道建設中の1932年（昭和7年）5月、従事していた日本と朝鮮の作業員の間に乱闘が発生し、3名の死者を出した矢作事件が起こった場所である。

## 歴史
- 1933年（昭和8年）2月15日：開業[2]。
- 1962年（昭和37年）3月1日：貨物の取り扱いを廃止[2]。
- 1984年（昭和59年）2月1日：荷物扱いを廃止[2]。
- 1986年（昭和61年）11月1日：無人化[3]。
- 1987年（昭和62年）4月1日：国鉄分割民営化により、JR東日本の駅となる。
- 1998年（平成10年）：駅舎改築[1]。
- 2011年（平成23年）3月11日：東日本大震災により営業休止。
- 2013年（平成25年）
  - 2月7日：震災後閉鎖されていた駅舎待合室を住民の交流スペースとして一般開放[新聞 1]。
  - 3月2日：BRTにより仮復旧。従来の位置より竹駒駅寄りの国道上にBRTの駅を設置[報道 1]。
  - 4月26日：BRT用の駅舎が運用開始、国道上から移設[報道 2]。
- 2019年（平成31年）3月16日：BRT専用道の延伸に伴い、当駅を従来の位置に移設[報道 3][報道 4]。
- 2020年（令和2年）
  - 3月31日：鉄道駅の駅舎待合室の開放を終了。
  - 4月1日：気仙沼駅 - 盛駅間の鉄道事業廃止により、鉄道駅としては廃駅となる[報道 5][報道 6]。

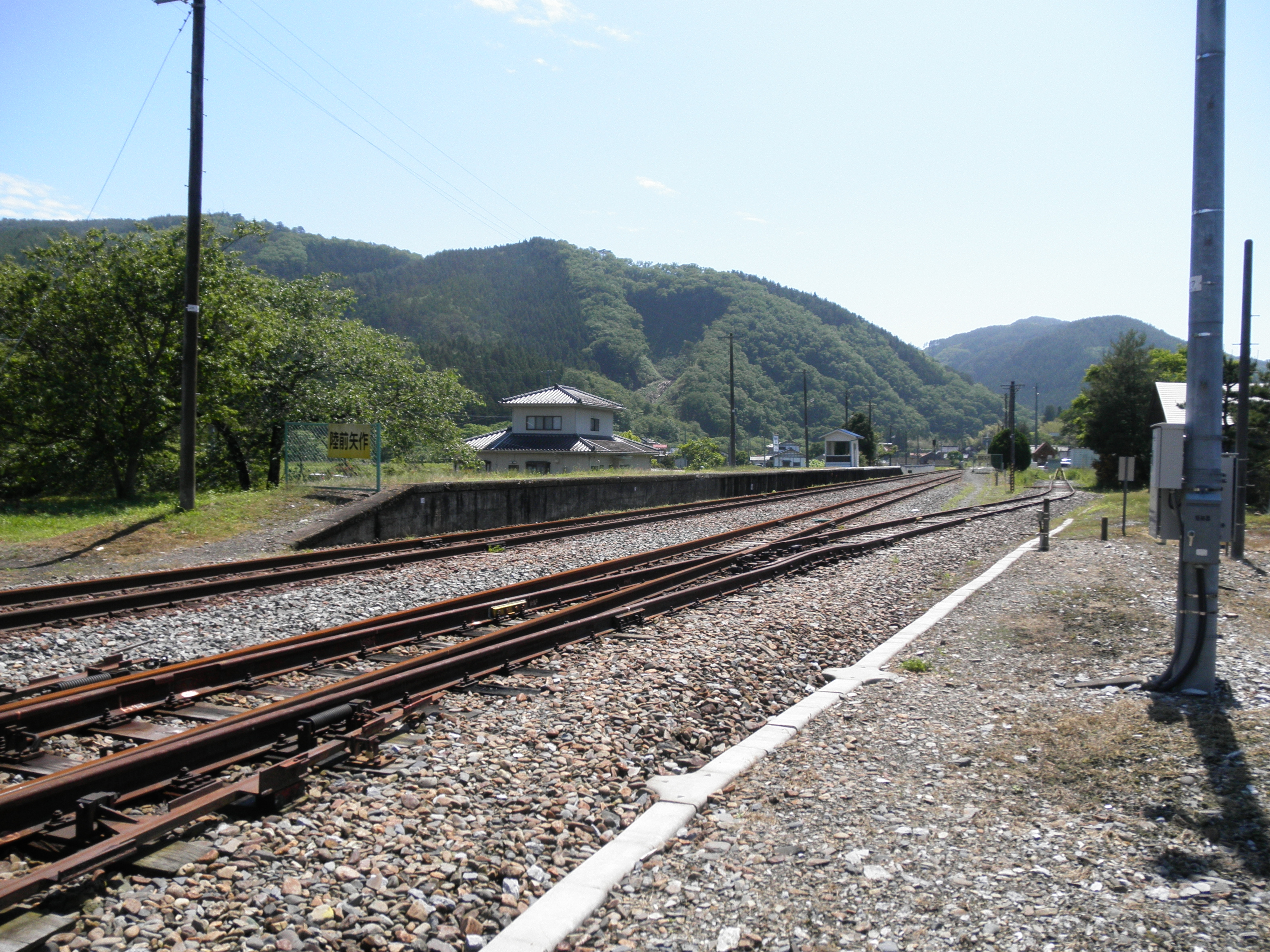
震災後の陸前矢作駅（2011年6月）
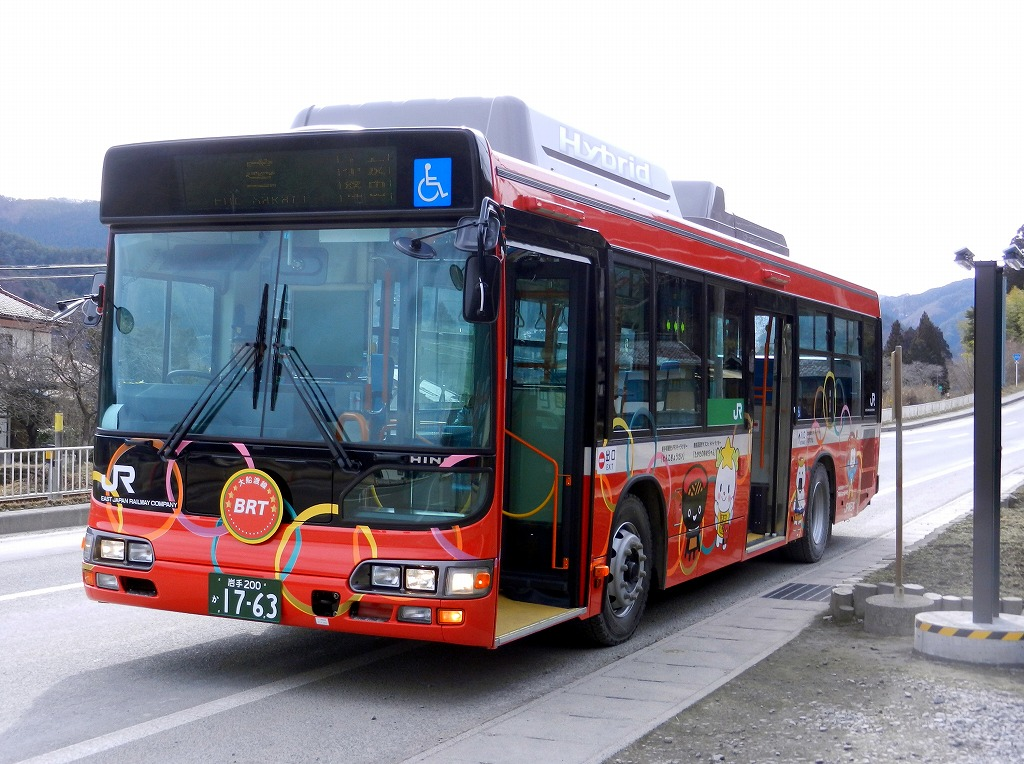
一般道上に設置されていた時代ののりば（2013年3月）
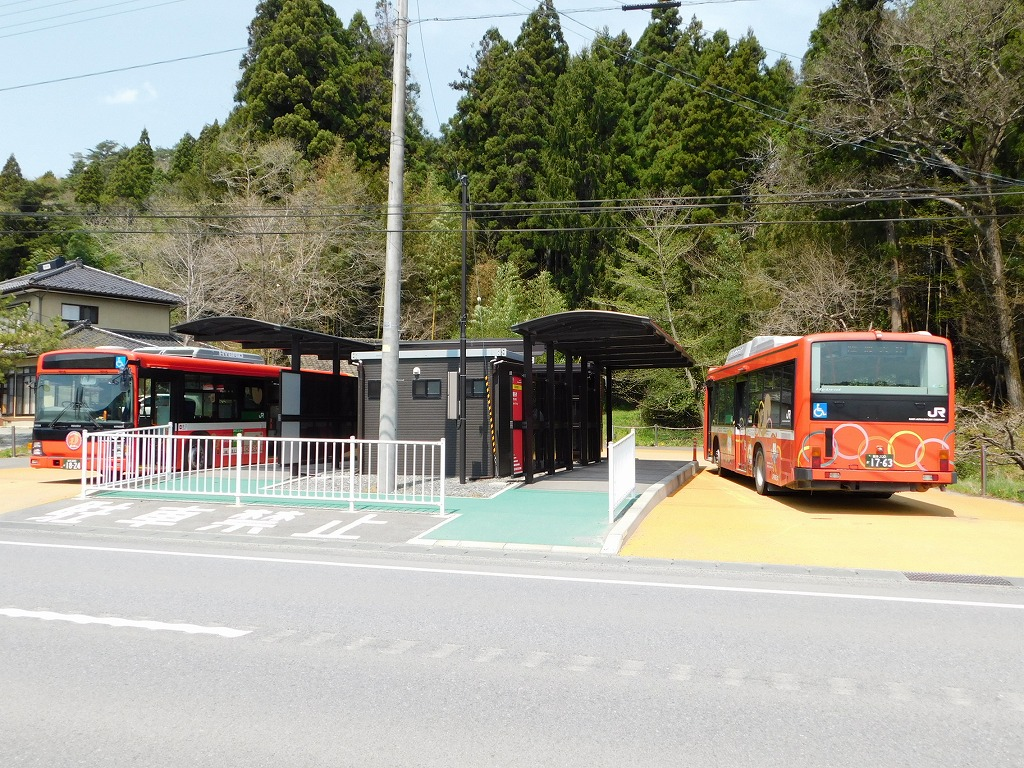
専用スペース整備後、現在地移転まで使われたのりば（2017年4月）

## 駅構造
大船渡線BRTとしては陸前高田方面からの終着駅であり、専用道の終端にあるバス回転場に乗降場が設けられている。
乗降場には待合室・トイレが整備されている。これとは別に鉄道駅の駅舎待合室も開放されていたが、2020年（令和2年）4月以降に撤去された。

### 旧鉄道駅
震災前は相対式ホーム2面2線を有する地上駅で、気仙沼駅管理の無人駅であった。ホームは互い違いに設置され、構内踏切で連絡していた。旧鉄道駅舎は1998年（平成10年）に簡易なものに立て直されたものである。
のりば
| 番線 | 路線      | 方向 | 行先               |
| ---- | --------- | ---- | ------------------ |
| 1    | ■大船渡線 | 下り | 陸前高田・盛方面   |
| 2    | ■大船渡線 | 上り | 気仙沼・一ノ関方面 |

## 利用状況
JR東日本によると、2023年度（令和5年度）の1日平均乗車人員は10人である。
2013年度（平成25年度）以降の推移は以下のとおりである。
| 乗車人員推移       | 乗車人員推移     | 乗車人員推移    |
| 年度               | 1日平均 乗車人員 | 出典            |
| ------------------ | ---------------- | --------------- |
| 2013年（平成25年） | 17               | [ 利用客数 2 ]  |
| 2014年（平成26年） | 15               | [ 利用客数 3 ]  |
| 2015年（平成27年） | 20               | [ 利用客数 4 ]  |
| 2016年（平成28年） | 15               | [ 利用客数 5 ]  |
| 2017年（平成29年） | 17               | [ 利用客数 6 ]  |
| 2018年（平成30年） | 18               | [ 利用客数 7 ]  |
| 2019年（令和元年） | 14               | [ 利用客数 8 ]  |
| 2020年（令和02年） | 8                | [ 利用客数 9 ]  |
| 2021年（令和03年） | 11               | [ 利用客数 10 ] |
| 2022年（令和04年） | 10               | [ 利用客数 11 ] |
| 2023年（令和05年） | 10               | [ 利用客数 1 ]  |

## 駅周辺
田園地帯である。2011年（平成23年）の東日本大震災に伴う大津波が約1キロメートル下流にまで押し寄せたが、当駅施設に特段の被害はなかった。陸前高田市内の鉄道駅で、津波による流失を免れたのは当駅のみである。
- 国道343号
- 下矢作簡易郵便局
- 矢作川
- 陸前高田市立矢作小学校
- 奥州交通「矢作駅前」停留所

## 隣の停留所
東日本旅客鉄道（JR東日本）
■大船渡線BRT
陸前矢作駅 - 竹駒駅

### かつて存在した鉄道路線
東日本旅客鉄道（JR東日本）
■大船渡線
上鹿折駅 - 陸前矢作駅 - 竹駒駅

### 記事本文

#### 報道発表資料
1. ↑  「大船渡線におけるBRTの運行開始について (PDF)」（プレスリリース）、東日本旅客鉄道盛岡支社、2013年1月31日。2013年7月17日時点のオリジナル (PDF)よりアーカイブ。2013年3月2日閲覧。
2. ↑  「大船渡線BRTの専用道延伸について (PDF)」（プレスリリース）、東日本旅客鉄道盛岡支社、2013年3月29日。2014年3月31日時点のオリジナル (PDF)よりアーカイブ。2014年4月1日閲覧。
3. ↑  「大船渡線BRT陸前矢作駅の移設及び専用道化工事について (PDF)」（プレスリリース）、東日本旅客鉄道盛岡支社、2018年4月20日。2018年6月22日時点のオリジナル (PDF)よりアーカイブ。2018年6月22日閲覧。
4. ↑  「BRTのダイヤ改正について (PDF)」（プレスリリース）、東日本旅客鉄道盛岡支社／東日本旅客鉄道仙台支社、2019年2月14日。2019年3月1日時点のオリジナル (PDF)よりアーカイブ。2019年3月8日閲覧。
5. ↑  「気仙沼線（柳津～気仙沼間）及び大船渡線（気仙沼～盛間）における鉄道事業の廃止の日の繰上げの届出について (PDF)」（プレスリリース）、東日本旅客鉄道、2020年1月31日。2020年2月6日閲覧。
6. ↑  「鉄道事業の廃止の届出に係る廃止の日の繰上げについて (PDF)」（プレスリリース）、国土交通省東北運輸局、2020年1月29日。2020年2月1日時点のオリジナル (PDF)よりアーカイブ。2020年2月6日閲覧。

#### 新聞記事
1. ↑  「休止の駅 交流の場に 陸前高田・JR大船渡線陸前矢作駅 要望受け待合室開放」『岩手日報』2013年2月13日、朝刊、22面。

### 利用状況
1. 1 2  「BRT駅別乗車人員（2023年度） | 企業サイト：JR東日本」東日本旅客鉄道。2025年7月14日閲覧。
2. ↑  「BRT駅別乗車人員（2013年度）：JR東日本」東日本旅客鉄道。2025年7月14日閲覧。
3. ↑  「BRT駅別乗車人員（2014年度）：JR東日本」東日本旅客鉄道。2025年7月14日閲覧。
4. ↑  「BRT駅別乗車人員（2015年度）：JR東日本」東日本旅客鉄道。2025年7月14日閲覧。
5. ↑  「BRT駅別乗車人員（2016年度）：JR東日本」東日本旅客鉄道。2025年7月14日閲覧。
6. ↑  「BRT駅別乗車人員（2017年度）：JR東日本」東日本旅客鉄道。2025年7月14日閲覧。
7. ↑  「BRT駅別乗車人員（2018年度）：JR東日本」東日本旅客鉄道。2025年7月14日閲覧。
8. ↑  「BRT駅別乗車人員（2019年度）：JR東日本」東日本旅客鉄道。2025年7月14日閲覧。
9. ↑  「BRT駅別乗車人員（2020年度） | 企業サイト：JR東日本」東日本旅客鉄道。2025年7月14日閲覧。
10. ↑  「BRT駅別乗車人員（2021年度） | 企業サイト：JR東日本」東日本旅客鉄道。2025年7月14日閲覧。
11. ↑  「BRT駅別乗車人員（2022年度） | 企業サイト：JR東日本」東日本旅客鉄道。2025年7月14日閲覧。